# Кедровый (Нижнеингашский район)
Кедро́вый — посёлок в Нижнеингашском районе Красноярского края. Входит в состав Поканаевского сельсовета.

## География
Посёлок находится в восточной части края, в пределах таёжной лесорастительной зоны, при железнодорожной линии Решоты — Карабула, на правом берегу реки Чашевитая (приток Поймы), на расстоянии приблизительно 78 км (по прямой) к северо-востоку от Нижнего Ингаша, административного центра района. Абсолютная высота — 231 м над уровнем моря.
Климат
Климат характеризуется как резко континентальный, с продолжительной морозной малоснежной зимой и коротким жарким летом. Зима продолжается в течение 6-7 месяцев. Абсолютный минимум температуры воздуха составляет −51 °C (по данным метеостанции г. Канск). Продолжительность периода с температурой более 10 °С составляет 100—110 дней. Среднегодовое количество атмосферных осадков составляет 484 мм.

## Население
| 2010 |
| ---- |
| 168  |

Половой состав
По данным Всероссийской переписи населения 2010 года, в гендерной структуре населения мужчины составляли 46,4 %, женщины — соответственно 53,6 %.
Национальный состав
Согласно результатам переписи 2002 года, в национальной структуре населения русские составляли 92 % из 285 чел.